# Sándor Bende
Bende Sándor (n. 29 mai 1969

, Zetea, Harghita, România) este un deputat român, ales în 2016. 